# Kazimierz Rutkowski (pilot)
Kazimierz Rutkowski (ur. 24 maja 1914 w Lisznie, zm. 3 maja 1995 w San Diego) – podpułkownik dyplomowany pilot Polskich Sił Powietrznych w Wielkiej Brytanii, as myśliwski II wojny światowej.

## Życiorys
Maturę zdał w Gimnazjum Państwowym im. Stefana Czarnieckiego w Chełmie Lubelskim, następnie rozpoczął naukę w Szkole Podchorążych Lotnictwa–Grupa Techniczna w Dęblinie (XI promocja). Na stopień podporucznika został mianowany ze starszeństwem z 1 października 1938 i 56. lokatą w korpusie oficerów lotnictwa, grupa liniowa. Po promocji został wcielony do 3 pułku lotniczego w Poznaniu i przydzielony do 132 eskadry myśliwskiej na stanowisko pilota. 
Podczas sierpniowej mobilizacji został przydzielony do 36 eskadry towarzyszącej. Zestrzelony 9 września lądował przymusowo. 17 września odleciał do Rumunii, przez Jugosławię trafił do greckiego Pireusu, gdzie 12 października zaokrętował się na greckim statku „Ionia” i 16 października dopłynął do Marsylii.
We Francji został skierowany na kurs pilotażu na francuskich samolotach myśliwskich, ale nie zdążył wziąć udziału w walkach i został ewakuowany do Wielkiej Brytanii. Od 4 września 1940 w dywizjonie 306. W grudniu tego roku uległ poważnemu wypadkowi. 19 maja 1941 został ranny. Po powrocie do zdrowia latał w dywizjonie 317. Od 23 sierpnia 1942 do 17 marca 1943 roku dowódca 306 dywizjonu myśliwskiego „Toruńskiego”. Dowódca 3 Polskiego Skrzydła Myśliwskiego od 11 października 1944 do 30 stycznia 1945. 11 maja 1944 dołączył na zasadzie dobrowolności do 61 dywizjonu myśliwskiego USAAF – latał na P-47. Od grudnia 1944 dowódca 133 Polskiego Skrzydła Myśliwskiego. Został oficerem łącznikowym przy sztabie 11 Grupie Myśliwskiej. W 1946 ukończył VII Kurs Wyższej Szkoły Lotniczej w Weston-super-Mare.

## Zwycięstwa powietrzne
Na liście Bajana zajmuje 30. pozycję z wynikiem 5 i 1/2 zestrzeleń pewnych, 2 prawdopodobnych i 1 uszkodzony.
Zestrzelenia pewne:
- Bf 109 – 18 grudnia 1941 (leciał samolotem Spitfire V)
- Bf 109 – 30 grudnia 1941 (leciał samolotem Spitfire V)
- He 111 – 19 sierpnia 1942 (w ramach 317 dywizjonu)
- Do 217 – 19 sierpnia 1942 (w ramach 317 dywizjonu)
- Fw 190 – 15 lutego 1943 (leciał samolotem Spitfire IX, UZ-K nr BS403)
- 1/2 Bf 109 – 18 października 1944 (leciał samolotem Mustang III, SZ-K nr FB360)

Zestrzelenia prawdopodobne:
- Fw 190 – 21 stycznia 1943 (leciał samolotem Spitfire IX, UZ-K nr BS403)
- Fw 190 – 7 grudnia 1944 (leciał samolotem Mustang III)

Uszkodzenia:
- Bf 109 – 16 czerwca 1941 (leciał samolotem Hurricane II)

## Ordery i odznaczenia
- Krzyż Srebrny Orderu Virtuti Militari nr 9632
- Krzyż Walecznych – trzykrotnie
- Medal Lotniczy – trzykrotnie
- brytyjskie Distinguished Flying Cross